# 李迪 (北宋)
李迪（971年—1047年），字復古，先祖為趙郡人（今河北省赞皇县），後遷家至濮州。生於宋太祖開寶四年，卒於宋仁宗慶曆七年，年七十七，謚文定。真宗景德二年，舉進士第一，歷通判。後來兩度官至宰相。

## 家庭

### 子女
- 李柬之，字公明，李迪之子。

### 孫
- 李孝基，字伯始，李迪之孫。程顥曾為他寫過墓志銘。

### 族人
- 李成大，字實夫，李迪從子（姪兒）。
- 李肅之，字公儀，李迪從子（姪兒）。
- 李承之，字奉世，李迪從子（姪兒）。
- 李及之，字公達，李迪從子（姪兒）。